# Mystère (théâtre)
Pour les articles homonymes, voir Mystère.

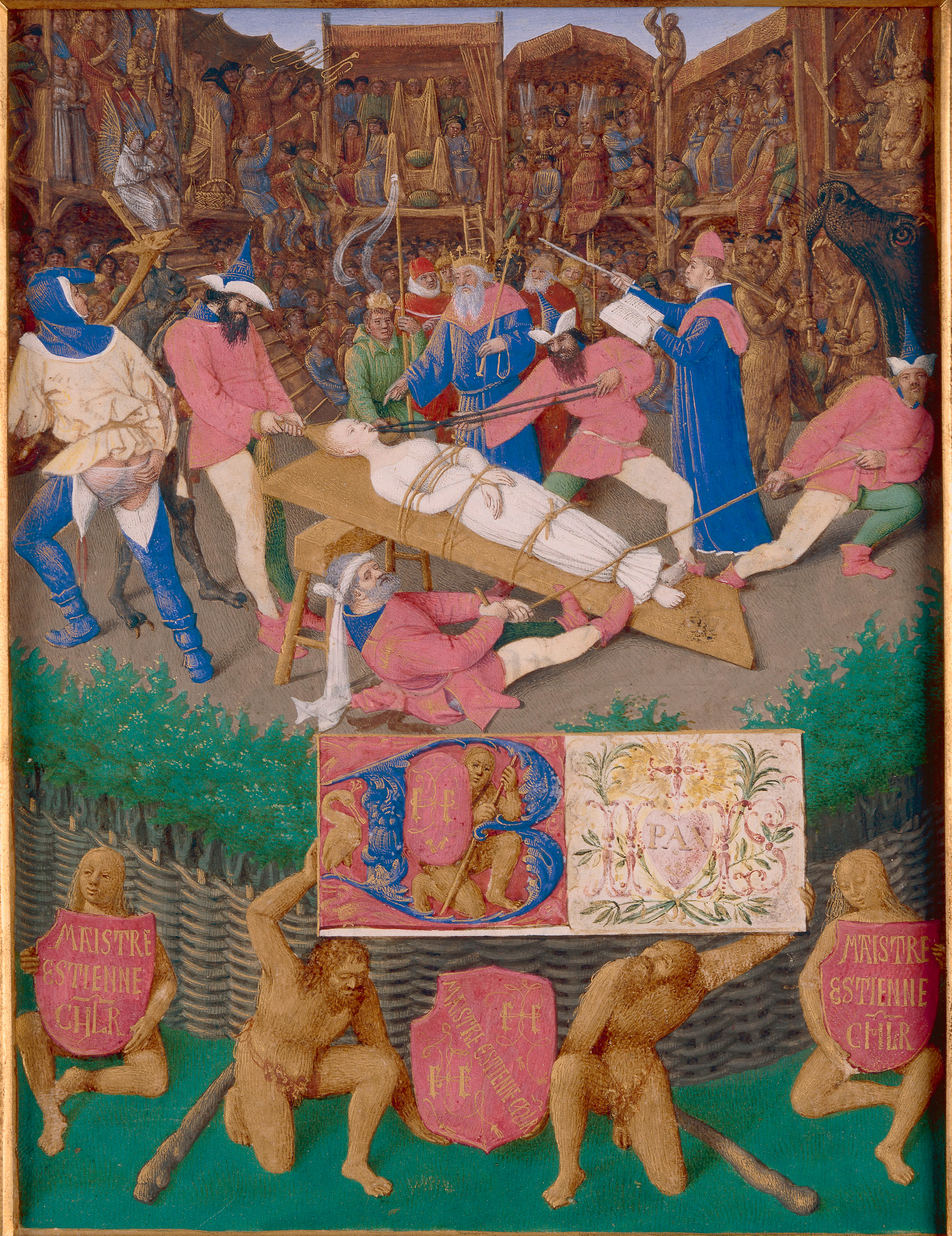
Heures d'Étienne Chevalier enluminées par Jean Fouquet, musée Condé, Chantilly, XVe siècle.
Représentation d'un mystère consacré au martyre de sainte Apolline.

Le mystère, initialement orthographié mistère (du latin médiéval misterium, « cérémonie »), est un genre théâtral apparu au XVe siècle. Il se composait d'une succession de tableaux animés et dialogués écrits pour un public très large, mettant en œuvre des histoires et des légendes dont l'imagination et la croyance populaire s'étaient nourries. Le surnaturel et le réalisme s'y côtoyaient. La Passion du Christ était un de ses sujets traditionnels.

## Histoire
Les auteurs de mystères se nomment des fatistes.

### Les débuts
Après une toute petite parenthèse, le théâtre renaît en Europe occidentale vers le Xe siècle lorsque la liturgie pascale commence à être agrémentée dans certaines églises de passages dramatiques, le plus ancien étant le Quem Quaeritis. « Qui cherchez-vous, servantes du Christ ? » demande un ange aux trois Marie venues se recueillir devant le sépulcre où le corps du Christ a été enseveli. « Jésus de Nazareth » répondent les saintes femmes auxquelles l'ange annonce alors la résurrection ,. Le manuscrit de la Regularis Concordia rédigé à la fin du Xe siècle par l'évêque de Winchester donne sur ce passage de précieuses indications scéniques.
Ce premier Quem quaeritis inspire ensuite les jeux de la Nativité, l'ange s'adressant cette fois aux bergers puis aux rois mages. Ces noyaux dramatiques sont développés, de nouvelles scènes sont ajoutées, notamment le Massacre des innocents où apparaît Hérode qui restera le « méchant » archétypal du théâtre anglais jusqu'à la Renaissance. Les périodes de Pâques et de Noël restent les deux moments de l'année liturgique les plus féconds pour le développement du théâtre religieux.
Ces premiers textes dramatiques en latin étaient chantés, comme en témoigne le Daniel de Beauvais ou le Jeu d'Hérode de Fleury,.

### Au Moyen Âge
Les mystères du Moyen Âge sont-ils ce que l'on appelle aujourd'hui du théâtre, et sont-ils du Moyen Âge ? Ils n'ont aucun rapport, à première vue, avec les salles de boîtes à images du monde occidental moderne : dans les mystères, on expose crument les premières découvertes anatomiques ; ils accueillent des exorcismes publics ; ils montrent des banquets ou des joutes ; ils se présentent dans l'espace public. Pourtant ils se situent à la place de notre théâtre, parce que les actes de violences y sont d'une grande variété et ils y revalorisent le fait spectaculaire, et le public y vient autant pour voir que pour être vu. Et sont-ils vraiment du Moyen Âge ? C'est au XVIe siècle qu'ils trouvent leur pleine expression, c'est-à-dire après le théâtre à la Renaissance, lancé par Étienne Jodelle, censé mettre fin à ce monde médiéval. Sauf à considérer le long Moyen Âge de Jacques Le Goff, il s'agit d'une inexactitude probablement inventée à la Renaissance, pour discréditer les mystères.
C'est un théâtre où la violence est présente, et pas seulement comme acte simulé. Les comptes municipaux font état de commandes importantes de poudre à canon lors de ces événements, alors que le spectacle lui même ne comporte pas d'indication de pyrotechnie ou d'éléments qui pourraient expliquer cet approvisionnement. Les lettres de rémission et diverses sources judiciaires montrent que les tensions dans la société civile montent d'un cran pendant la présentation des mystères : rixes, chasse à l'homme, échauffourées, meurtres même, sont courants. Dans le midi de la France, les tournées d'Enfants-sans-Souci sont l'occasion d'accusation d'iconoclasties, et à Libourne ou Agen, dans les années 1550 à 1560, ils sont soupçonnés de légitimer, par leurs spectacles, les violences dont ils seraient coupables.
Entre les XIe et XVe siècles, on passe du chœur des églises au parvis puis à la rue. Au XIIe siècle, ces jeux dramatiques ont déjà pris une grande ampleur et il existe des spectacles en langues vernaculaires, désormais indépendants des cérémonies religieuses proprement dites. L'Église offre à la population des fêtes-spectacles de plusieurs jours destinées à faire vivre l'Histoire Sainte devant un public illettré, complétant ainsi l'enseignement des bas-reliefs et des vitraux. En Angleterre, certains spectacles sont pris en charge par les corporations d'artisans.
Aux Miracles (vies des Saints) qui sont donnés dans les lieux spécialement dédiés à telle ou telle personnalité du martyrologe, succèdent les « Mistères » dont l'action se déroule entre la gueule de l'enfer et la mansion figurant le paradis. En France, le « théâtre » représente plusieurs lieux juxtaposés et les décors y prennent une place de plus en plus importante. En Angleterre, les tableaux vivants ou pageants peuvent être représentés sur des estrades, portées ou véhiculées à travers la ville, mais il est possible qu'une partie de l'action ait été jouée aussi dans la rue devant les tréteaux qui servaient alors de décor.
Les mystères pouvaient être très longs : 30 000, 40 000 voire 60 000 vers. Les personnages étaient au nombre de 100, 200, 500, sans compter les figurants, et une semaine s'écoulait souvent entre les deux parties du même spectacle, qui se tenait le plus souvent dans l'après-midi du dimanche. Les comédiens bénévoles se regroupaient en confréries d'amateurs. Dans telle famille d'artisans, on tenait, de père en fils, le rôle du Christ (ou de Judas) dans le Mistère de la passion.
En 1398, le prévôt de Paris interdit toutes les représentations théâtrales. Mais le roi Charles VI autorise les confrères de la passion, une compagnie créée à Saint-Maur-des-Fossés, de jouer à Paris. Ceux-ci obtiennent ainsi le monopole du mystère parisien et s'installent à l'Hôpital de la Trinité.
La représentation des mystères fut régulée en France par arrêté du 18 novembre 1548 du Parlement de Paris. Il nous reste le texte d'environ soixante d'entre eux. Dans les pays germaniques, la pratique des mystères disparaît après la Réforme protestante, mais a donné naissance à d'autres traditions comme celle des chanteurs à l'étoile.
On divise les mystères en trois cycles :[réf. souhaitée]
- Les mystères sacrés : sujets bibliques, tirés de l'Ancien et du Nouveau Testament.
- Les mystères religieux : tirés pour la plupart des vies de saints, miracles qui ont pris la forme du mystère.
- Les mystères profanes : ils puisent leur sujet dans l'Histoire.

Un auteur de mystère doit rester fidèle à sa source. Sa matière narrative se constitue, théoriquement, de la Bible, de la littérature mariale et de légendiers des saints. Le public considère ces sources comme ayant une grande autorité, méritant un grand respect, bien plus que les sources profanes. Il en connaît le contenu. Mais, en pratique, la source d'un mystère est souvent un précédent mystère. Ces sources prescrivent ce que nous appelons aujourd'hui le scénario, le caractère des personnages, leurs paroles. Dans ces conditions, il est impossible d'inventer un autre Jésus ou une Vierge Marie originale. De plus, les traditions théâtrales représentent une contrainte à respecter presque aussi grande que la source elle-même. Un miracle joué sur scène, par exemple, doit montrer des anges. Leur nom est imposé : Gabriel, Raphaël, Michel, Uriel, etc. Et il en est de même pour les diables.
Le rôle des diables est très développé. Les scènes entre diables se nomment des « diableries ». Ils doivent s'opposer aux anges : désobéissance à Dieu, acteurs du mal. Mais ils ont plus, notamment une psychologie de groupe : ils sont irritables, agressifs, violents ; ils se disputent, ils emploient un langage riche et scabreux, ils courent sur toute la scène ; ils torturent les âmes que Dieu abandonne. Souvent, ils fournissent l'animation principale du spectacle. Lucifer est leur chef, mais il ne peut quitter l'enfer. Satan est son lieutenant, Cerberus garde les portes de l'enfer ; les autres diables refusent souvent d'obéir à Lucifer. Bien que ce soit l'aspect le plus captivant des mystères, qu'il soit plein de signification sur le plan moral, les diables restent des stéréotypes autant que les anges, et ne laisse que peu de place à l'imagination.

## En France
Au fil des siècles et des rééditions, de nombreux ouvrages ont vu leur titre se modifier pour passer du « Mistère » original au Mystère contemporain. Pour certains, il est possible de les trouver sous telle ou telle orthographe en fonction de l'édition.
Principaux mystères :
- Le Mystère de la Passion, attribué à Eustache Marcadé (v. 1425) ; 24 944 vers, 4 journées de représentation
- Le Mystère du siège d'Orléans, dont on ne connaît pas l'auteur (1439)
- Le Mystère de Troie, de Jacques Millet (1463) [13]
- La Passion, d'Arnoul Gréban (1452) ; 34 574 vers, 400 personnages, 4 journées de représentation
- Le Mystère des Actes des Apôtres, de Simon et Arnoul Gréban ; 60 000 vers, 494 personnages
- La Passion, de Jean Michel (1486) ; 65 000 vers,
- La Résurrection, de Jean Michel ; 20 000 vers, 105 personnages, 3 journées de représentation
- Le Mystère de Saint Martin, d'André de La Vigne (1496)
- Le Mystère de Saint Louis, de Pierre Gringore ou Gringore (1514)
- Le Mystère de Sainte Reine, de Jean-Baptiste Étourneau o.p. (1877). 2 journées de représentation à Alise Sainte Reine - Alésia (21)

### Les mystères bretons

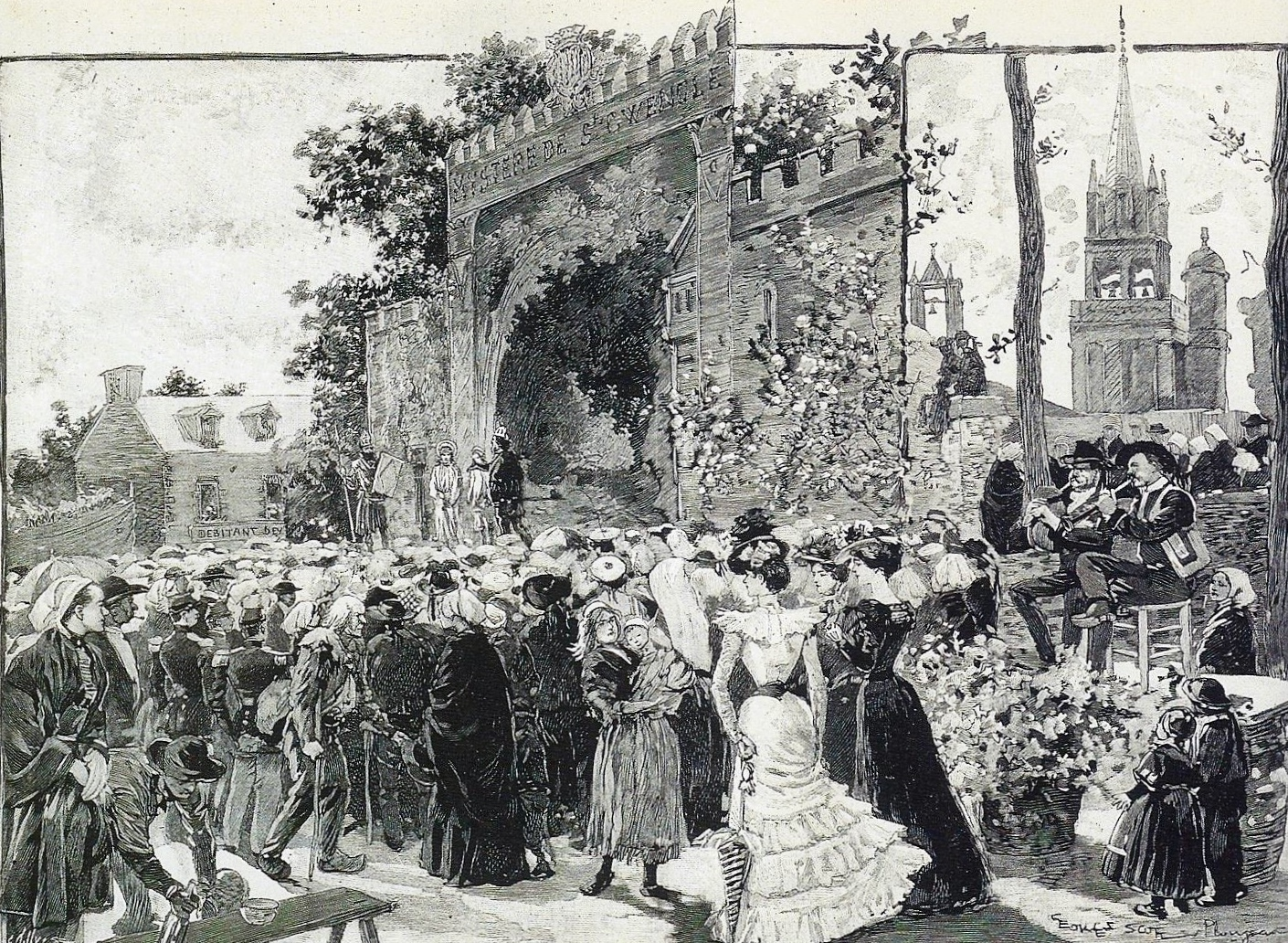
Représentation d'un mystère (théâtre) à Ploujean en 1898 (revue L'Illustration, 1898)

En Bretagne, la tradition des mystères s'est maintenue jusqu'au milieu du XIXe siècle et parfois même au-delà, notamment dans la région de Morlaix. Les plus connus, en langue bretonne, sont :
- Jenofeva a Vrabant (« Geneviève de Brabant ») ;
- Ar Pevar Mab Aymon (« Les quatre frères Aymon ») ;
- Buhez Loeiz Eunius (« La vie de Louis Eunius »[14]) ;
- Santez Trifina hag ar Roue Arzur (« Sainte Tryphine et le roi Arthur »)[15].

## En Angleterre

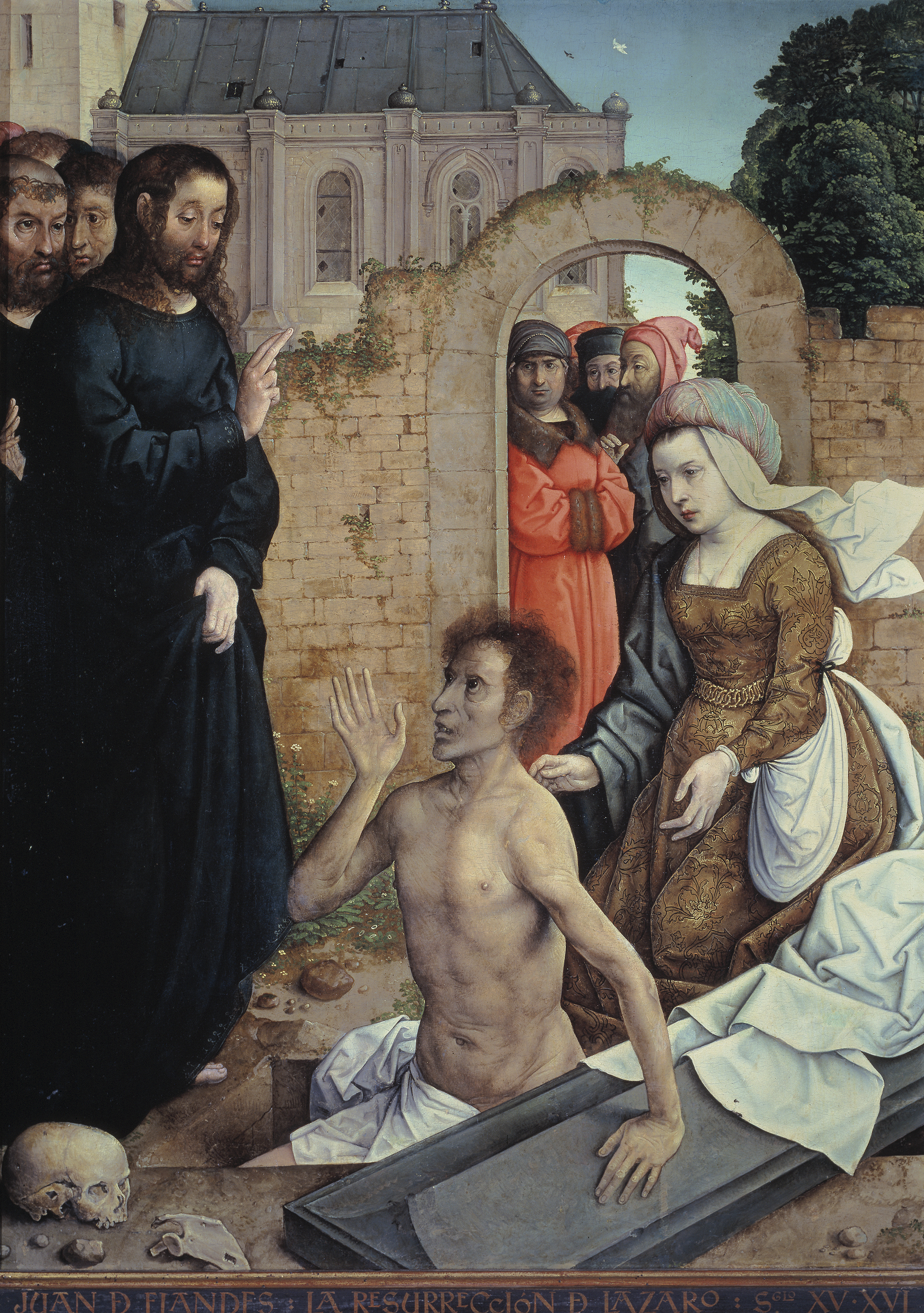
Juan de Flandes, 1500, Résurrection de Lazare : la mise en scène picturale évoque celle du théâtre religieux.

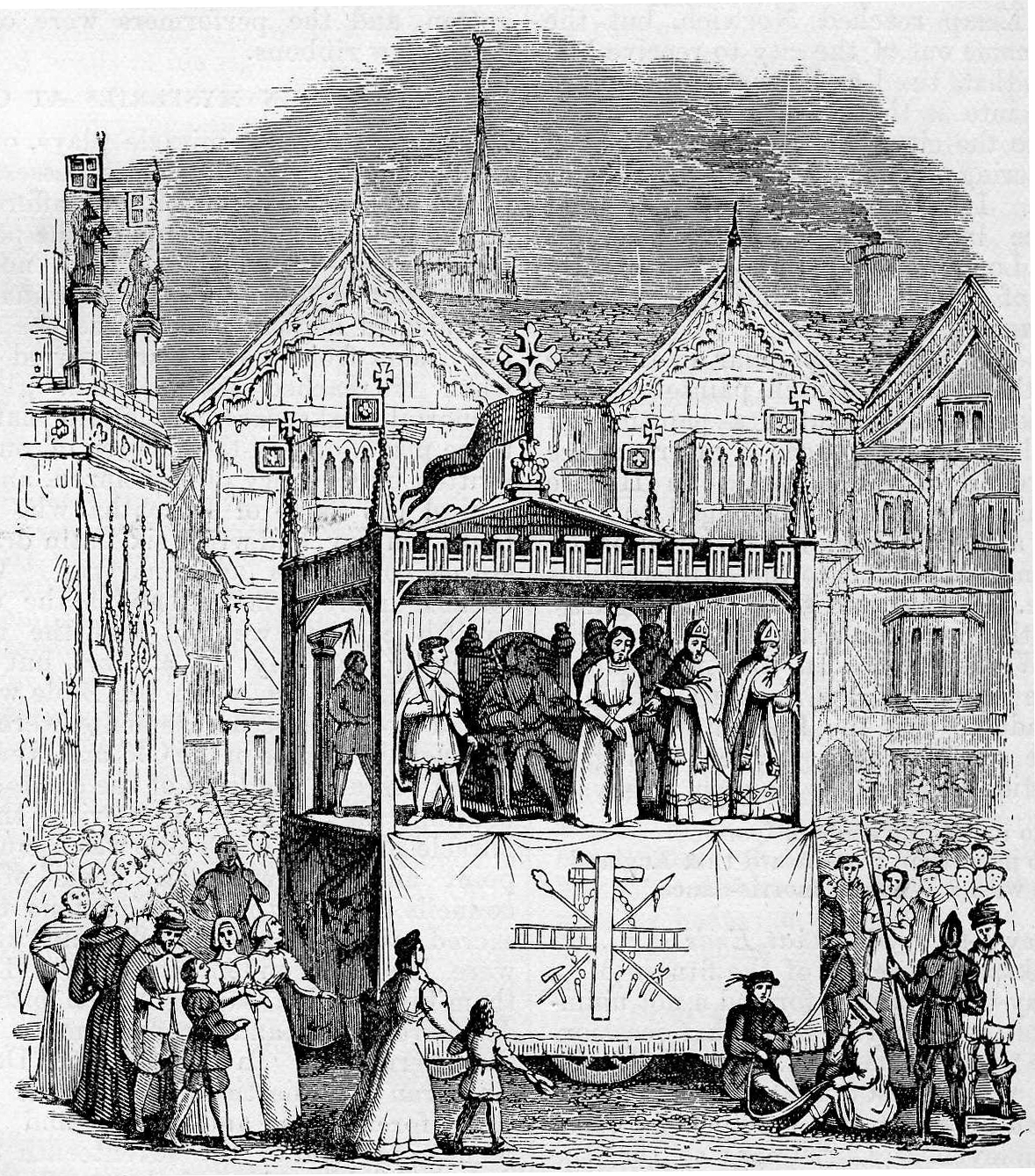
Les Mystères de Chester, Gravure illustrant le Book of Days de Robert Chamber (XIXe siècle).

Quatre ensembles complets ou presque de pièces religieuses sont parvenus jusqu'à nous. Le plus complet est le « cycle d'York », composé de quarante-huit tableaux. Le « manuscrit de Towneley » comporte trente-deux tableaux ; certains experts pensent qu'ils faisaient partie d'un « cycle » plus complet représenté autrefois à Wakefield mais cette opinion ne fait pas l'unanimité. Le Jeu de Coventry (Ludus Coventriae) ou « cycle de Hegge » serait selon les experts la compilation écrite de trois pièces anciennes indépendantes. Les vingt-quatre tableaux du « cycle de Chester » seraient une réécriture des textes médiévaux transmis par la tradition qui daterait de l'époque élisabéthaine. Il nous reste également le texte de deux tableaux provenant d'un mystère tiré du Nouveau Testament et joué à Coventry, un tableau d'un ensemble provenant de Norwich et un autre de Newcastle. Nous possédons également une pièce du XVe siècle sur la vie de Marie de Magdala et une pièce du XVIe siècle qui met en scène la conversion de Saint-Paul. Ces deux dernières œuvres proviennent d'East Anglia. À côté de ces pièces en anglais il faut également citer trois œuvres en breton cornouaillais, les Ordinalia.
Ces ensembles dramatiques sont très différents. La plupart comportent des épisodes populaires tels que la Chute de Lucifer, la Création et la Chute d'Adam, Caïn et Abel, Noé et son arche, le Sacrifice d'Isaac, la Nativité, la Résurrection de Lazare, la Passion et la Résurrection. D'autres tableaux représentent la vie de Moïse, la procession des prophètes, le Baptême du Christ, la tentation du Christ au désert, l’Assomption et le Couronnement de la Vierge.
Certains cycles ont été financés par les guildes médiévales qui venaient de se former. Les merciers de la ville d'York, notamment, financèrent le tableau du Jugement dernier. Mais les guildes ne sont pas à l’origine de tous les spectacles sacrés. Si c'est bien le cas pour le cycle de Chester, rien n'indique que les artisans soient à l'origine des Ludus Coventriae ni que ces tableaux aient été destinés à être joués sur des estrades ambulantes.
Le tableau le plus célèbre du manuscrit de Towneley est celui de l’Adoration des Bergers, un épisode de la Nativité traité sur le mode burlesque, avec un voleur de mouton (Mak) et sa femme Gill qui établit un parallèle comique entre le Sauveur, l'« agneau de dieu » et la bête volée. Un autre épisode populaire est celui de la descente du Christ aux enfers, qui se fonde sur l'évangile apocryphe de Pilate et que l'on retrouve aussi bien dans le cycle de York que celui de Wakesfield.
La Réforme anglaise acheva le déclin du théâtre religieux. Le manuscrit de Towneley porte des traces de la censure protestante. En 1542, Edmund Bonner, évêque de Londres, mit un terme à la représentation des Mystères dans la ville. Mais l'influence de ce théâtre se fait encore sentir dans le théâtre anglais jusqu'à l'époque élisabéthaine.

## EnEspagne
- Misteri d'Elx, qui est donné en valencien à Elche. Il a été déclaré au Patrimoine mondial de l'UNESCO.

## EnItalie
Dans les Alpes du Piémont (Val de Suse), à la différence du reste de l'Italie, du XIVe au XVIIIe siècle on représentait des Mystères avec des textes en langue française, comme dans les proches Briançonnais et Maurienne. Dans le village de Mattie, par exemple, on récitait l’Historie de Sainte Marguerite, Vierge et Martyre, et la Représentation et martyre des Saints Courneille et Cyprien et Salustie. Dans le village de Giaglione/Jaillons on récitait La passion de Notre Seigneur Jésus Christ selon Saint-Mathieu, et dans le village de Meana di Susa/Méans on récitait le Mystère du Martyre de Saint-Constance. Ces Mystères duraient deux jours, avec environ Modèle:Unité10000, plusieurs tableaux et une soixantaine de personnages. Dans les Mystères de Mattie, deux personnages, le Héraut (narrateur) et Arlay le Soth (le bouffon incarnant la naïveté), distrayaient le public en assurant la transition entre chaque tableau.
Les Mystères mobilisaient la communauté entière avec un budget et une dépense d’énergie importants sur plusieurs mois de préparation : un effort énorme pour les petites communautés alpines qui se donnaient beaucoup de fatigue pour invoquer une grâce (par exemple pour arrêter les épidémies de peste ou la famine, ou pour demander la protection du Christ et des saints patrons du village pour toute la collectivité).

## Musique
- Heinrich Ignaz Franz Biber, né en 1644 en Bohème, a composé un cycle de 15 sonates pour violon et basse continue sur les mystères du Rosaire (Sonates du Rosaire) qui reprennent la tradition des mystères religieux.
- En 1957, Benjamin Britten a mis en musique L'arche de Noé (Noye's Fludde), un mystère datant du début du XVe siècle et issu du Cycle de Chester, à partir d'une édition d'Alfred W. Pollard.

### Sources
- (en) Cet article est partiellement ou en totalité issu de l’article de Wikipédia en anglais intitulé « Mystery play » (voir la liste des auteurs).